# Ĥ
Ĥ, ĥ (H с циркумфлексом) — буква расширенной латиницы. Используется в алфавите эсперанто, где обозначает глухой велярный спирант [x] или глухой увулярный фрикатив [χ] и называется ĥo (читается как [xo]).
Поскольку в типографиях часто отсутствовала буква Ĥ, Л. Л. Заменгоф разрешил использование hh в качестве заменителя. Hx также используется неофициально, что не приводит к затруднениям, так как буква X не используется в эсперанто.

## Отображение
В строчном варианте в некоторых шрифтах циркумфлекс размещается в центре над всей буквой h, в других над вертикальной чертой буквы, и в других над «плечом».

## Квантовая Механика
В квантовой механике {\displaystyle {\hat {H}}}, наряду с {\displaystyle H} — обозначение гамильтониана.

## Эволюция Эсперанто и «Ĥĥ»
Ранее буква ĥ встречалась чаще, со временем подавляющая часть этих слов сменила звук на k (ĥemio > kemio). В настоящее время она является малоиспользуемой, встречается только в двух словах регулярной лексики: eĥo, ĥoro (koruso) и в транслитерации слов на Эсперанто (как Ĥarkivo; Ĉeĥio; Kazaĥio). В связи со сниженной встречаемостью, она отсутствует на клавиатуре с эсперанто-раскладкой.